# Сороколєтова Тетяна Михайлівна
Тетяна Михайлівна Сороколєтова (нар. 20 грудня 1947, місто Ворошиловград, тепер місто Луганськ Луганської області) — українська радянська діячка, бригадир складальників Луганського заводу лужних акумуляторів. Депутат Верховної Ради УРСР 11-го скликання.

## Біографія
Освіта середня.
З 1965 року — учень фрезерувальника Ворошиловградського машинобудівного заводу.
з 1966 року — учень випробувача-формувальника, складальник, бригадир складальників Ворошиловградського (Луганського) заводу лужних акумуляторів.
Потім — на пенсії в місті Луганську.

## Нагороди
- ордени
- медалі